# Wakefield
Wakefield ist eine englische Großstadt mit etwa 100.000 Einwohnern im Metropolitan County West Yorkshire; sie ist Verwaltungssitz des Borough City of Wakefield.

## Lage und Klima
Wakefield befindet sich am östlichen Fuße der Pennines auf einem Hügel am Nordufer des Flusses Calder in einer Höhe von ca. 35 bis 50 m. Die Stadt liegt ca. 18 km (Fahrtstrecke) südlich von Leeds, ca. 28 km südöstlich von Bradford, 40 km nördlich von Sheffield und ca. 80 km nordöstlich von Manchester. Das Klima ist gemäßigt; Regen (ca. 695 mm/Jahr) fällt übers Jahr verteilt.

## Bevölkerungsentwicklung
| Jahr      | 1901   | 1921   | 1951   | 2001   | 2011   |
| Einwohner | 24.107 | 52.891 | 60.371 | 96.290 | 99.251 |

Das stetige Bevölkerungswachstum der Stadt beruht im Wesentlichen auf dem Verlust von Arbeitsplätzen auf dem Lande infolge der Mechanisierung der Landwirtschaft und der Aufgabe bäuerlicher Kleinbetriebe (Landflucht).

## Wirtschaft
Die Textilindustrie verschwand in Wakefield und in ganz Mittel- und Nordengland schrittweise in den 1970ern und 1980er Jahren. Aufgrund einer Kürzung von Kohle-Subventionen während der Amtszeit von Margaret Thatcher mussten zwischen 1979 und 1983 überdies sechs Kohlegruben geschlossen werden. Während des britischen Bergarbeiterstreiks von 1984/1985 existierten nur noch 15 Kohleminen in der Region von Wakefield.

## Geschichte
In der Gegend von Wakefield wurden Funde wie Feuersteine und Werkzeuge aus Stein, Eisen und Kupfer gemacht, die eine menschliche Besiedlung in prähistorischer Zeit belegen. Vor der römischen Besatzung im Jahre 43 n. Chr. war dieser Teil Yorkshires vom keltischen Volk der Briganten bewohnt. Eine Römerstraße führte von Pontefract nach Manchester und querte den Fluss Calder bei Wakefield an einer Furt. Im 5. und 6. Jahrhundert wurde die Gegend von den Angelsachsen und ab dem Jahr 867 von den Wikingern besiedelt. In der Folge wuchs Wakefield an der Schnittstelle dreier zusammenlaufender Straßen, genannt Westgate, Northgate und Kirkgate. Die Begriffe gate und kirk entspringen dabei den altnorwegischen Worten für Straße ("gata") bzw. Kirche.
Wakefield gehörte bis zum Jahr 1066 Eduard dem Bekenner und kam nach der Schlacht bei Hastings in den Besitz Wilhelm des Eroberers. Nach der normannischen Eroberung Englands fiel Wakefield einem Rachefeldzug Wilhelms gegen die Bevölkerung Yorkshires zum Opfer (1069), der als Harrying of the North in die Geschichte einging. Die Stadt wurde im Domesday Book (1086) als Wachfeld erwähnt. Dabei wurde die Gegend als verwüstet und verwahrlost beschrieben. Im Jahr 1088 wurde das Landgut Wakefield von William de Warenne an seine Nachkommen weitervererbt. Der Bau von Sandal Castle begann im frühen 12. Jahrhundert; die Burg war bis ins 14. Jahrhundert der Herrschaftssitz des Hauses Warenne.

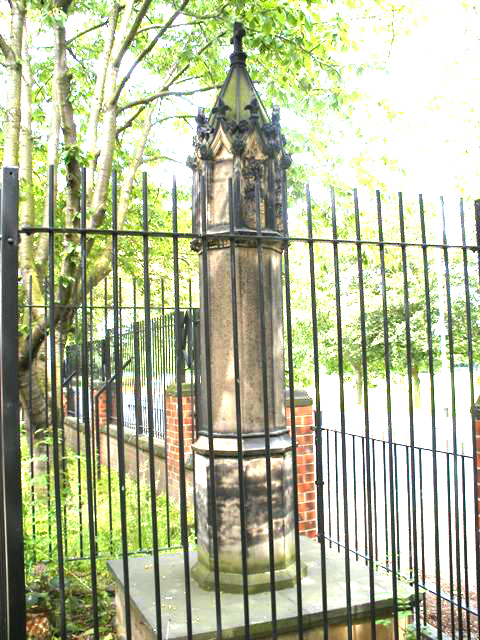
Denkmal des Herzogs von York

Am 30. Dezember 1460 wurde Herzog Richard Plantagenet während der Rosenkriege bei der Schlacht von Wakefield nahe Sandal Castle getötet. Während der Zeit des Englischen Bürgerkriegs war Wakefield eine Hochburg der Royalisten. Am 20. Mai 1643 wurde die Stadt von Truppen des Parlaments unter Führung des Generals Thomas Fairfax erobert. Dabei wurden über 1500 Royalisten gefangen genommen, darunter auch der Anführer George Goring. Im Jahr 1699 wurde vom Parlament der Bau des Aire-Calder-Kanals beschlossen, wodurch Wakefield über den Wasserweg von der Nordsee her erreichbar wurde. Im Jahr 1765 eröffnete in Wakefield erstmals ein Textil- und Viehmarkt, der sich zu einem der bedeutendsten von ganz Nordengland entwickelte.

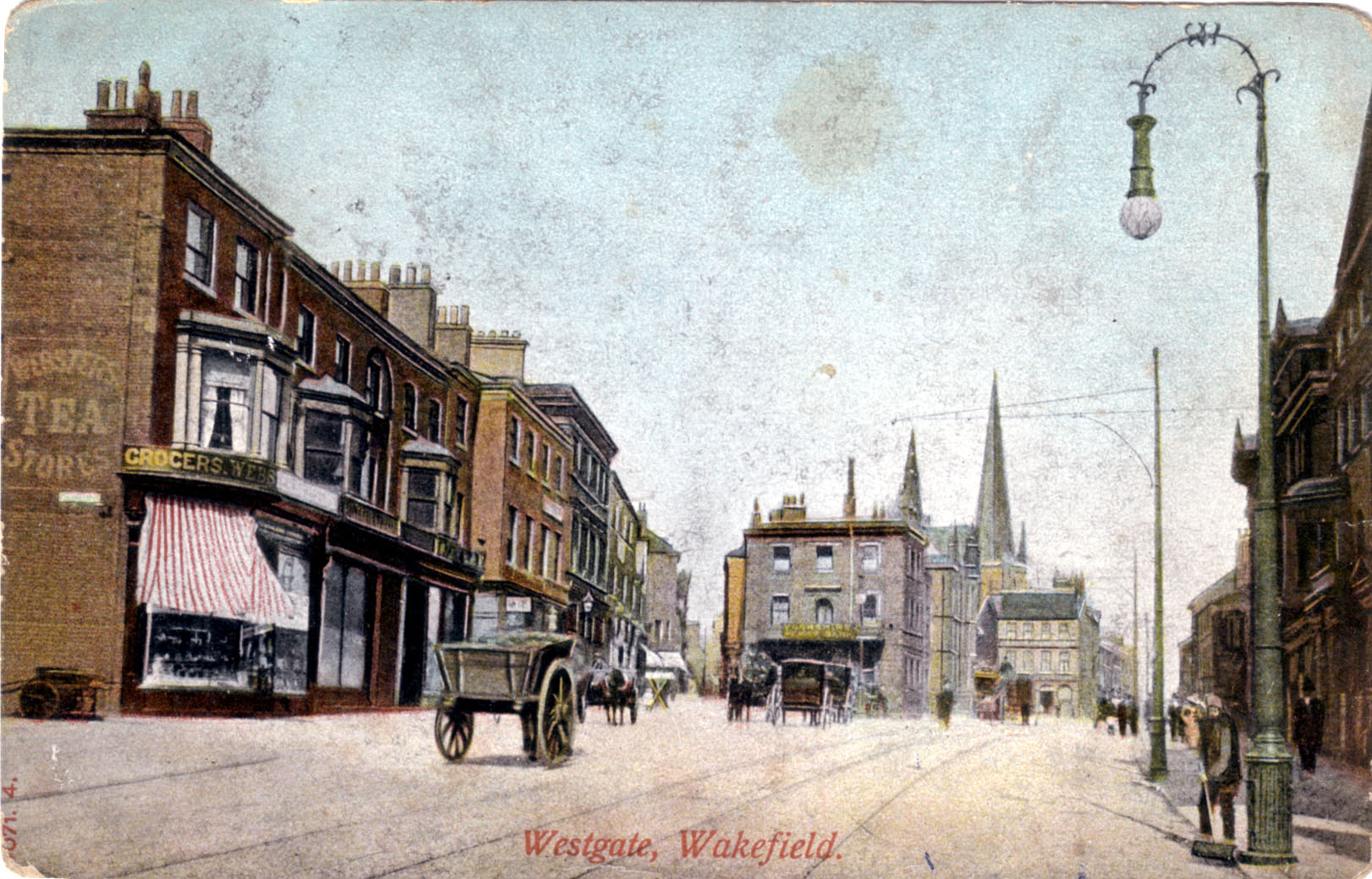
Westgate, um 1900

Am Anfang des 19. Jahrhunderts war Wakefield eine wohlhabende Handelsstadt und durch seinen Binnenhafen ein bedeutender Umschlagplatz von Wolle und Getreide. Der Aire-Calder-Kanal sowie der Calder-Hebble-Kanal und der Barnsley-Kanal waren Wasserwege, über die in Cambridgeshire, Norfolk und Lincolnshire angebautes Getreide nach Yorkshire transportiert wurde. Im Jahr 1838 wurde in der Westgate erstmals ein Getreidemarkt eröffnet. Auch der Landweg spielte bei Getreidetransporten eine Rolle. Regelmäßige Verbindungen mit Postkutschen existierten nach  Leeds, London, Manchester, York und Sheffield. Im Jahr 1840 begann mit dem Bau des Bahnhofs Kirkgate an der neuen Eisenbahnlinie von Manchester nach Leeds das Eisenbahnzeitalter der Stadt.
In der Gegend um Wakefield wurde seit dem 15. Jahrhundert Kohle gefördert. Im Jahr 1831 waren etwa 300 Arbeiter in den Kohleminen der Stadt beschäftigt. Die Anzahl der Minen stieg im Laufe des 19. Jahrhunderts, sodass in der Region im Jahr 1869 insgesamt 46 Minen existierten.
Während des 19. Jahrhunderts war Wakefield das administrative Zentrums des West Ridings; während dieser Zeit wurden viele noch heute bestehende Gebäude erbaut. Bis zum Jahr 1837 erhielt Wakefield sein Trinkwasser von natürlichen Quellen und Brunnen. In einer Übergangsphase wurde Wasser dem Fluss Calder entnommen, bis man schließlich (1888) Reservoirs zur Speicherung von Trinkwasser erbaute. Am 2. Juni 1906 wurde von Andrew Carnegie eine Bücherei in Wakefield eröffnet, deren Bau mit 8000 Pfund durch dessen Stiftung unterstützt wurde.
| Religionen in Wakefield 2001 | Religionen in Wakefield 2001 | Religionen in Wakefield 2001 | Religionen in Wakefield 2001 |
| Volkszählung 2001            | Wakefield                    | Yorkshire                    | England                      |
| ---------------------------- | ---------------------------- | ---------------------------- | ---------------------------- |
| Christen                     | 78,21 %                      | 73,07 %                      | 71,74 %                      |
| Atheisten                    | 11,74 %                      | 14,09 %                      | 14,59 %                      |
| Moslems                      | 1,14 %                       | 3,1 %                        | 3,1 %                        |
| Buddhisten                   | 0,10 %                       | 0,14 %                       | 0,28 %                       |
| Hindus                       | 0,20 %                       | 0,32 %                       | 1,11 %                       |
| Juden                        | 0,04 %                       | 0,23 %                       | 0,52 %                       |
| Sikhs                        | 0,08 %                       | 0,38 %                       | 0,67 %                       |
| Andere                       | 0,18 %                       | 0,19 %                       | 0,29 %                       |
| keine Angabe                 | 7,57 %                       | 7,77 %                       | 7,69 %                       |

## Religionen
Die Einwohner von Wakefield sind überwiegend christlich; aber auch andere Religionen des britischen Kolonialreichs sind vertreten.

## Politik
Wakefield wurde durch den Local Government Act 1888 zum Verwaltungssitz des West Ridings. Nach der Erhebung zur Diözese stellte der Stadtrat einen Antrag zum Erhalt des City-Status, der im Juli 1888 genehmigt wurde. 1913 wurde Wakefield zu einem County Borough, der 1974 durch den Local Government Act 1972 mit umliegenden Kommunen zum neuen Borough City of Wakefield verschmolz. Heute ist die Stadt der Sitz des Wakefield Council sowie der West Yorkshire Police.
Die in Wakefield in das House of Commons gewählte Abgeordnete war seit 2005 Mary Creagh von der Labour Party. Sie wurde 2010 wiedergewählt.
Es besteht eine Gemeindepartnerschaft mit Herne (Nordrhein-Westfalen). Die Partnerschaft zwischen dem 40.000 Einwohner zählenden Castleford und Herne wurde am 8. Mai 1956 besiegelt. Nach einer Gebietsreform gehörte Castleford später dem Wakefield Metropolitan District Council in Yorkshire an.

## Kultur und Sehenswürdigkeiten

### Sakralbauten

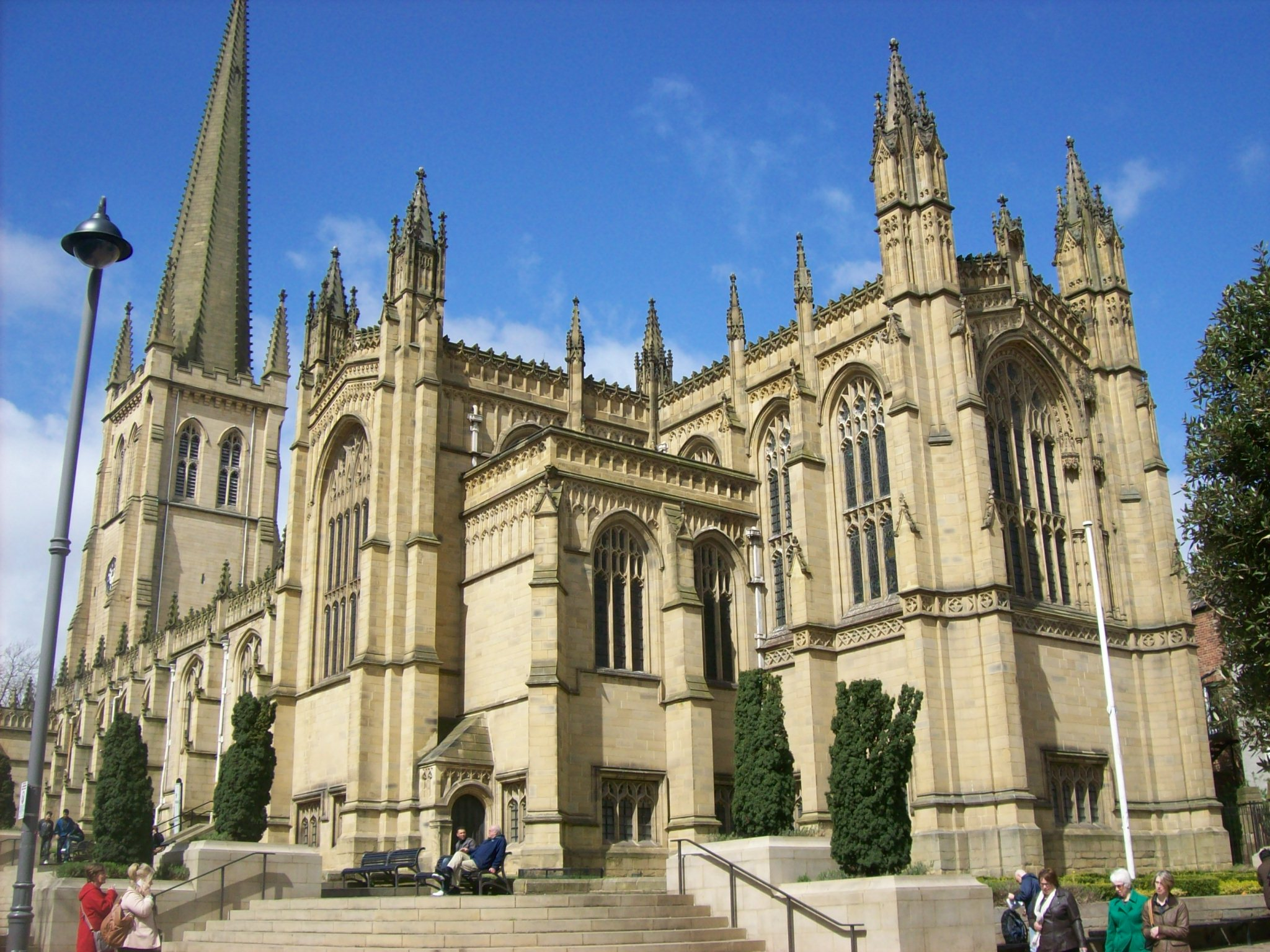
Kathedrale von Wakefield

- Wakefields älteste Kirche ist die Wakefield Cathedral aus dem 14. Jahrhundert; sie wurde im 19. Jahrhundert unter Leitung von George Gilbert Scott restauriert und erhielt im Jahr 1888 den Status einer Kathedrale.
- Die im Jahr 1356 erbaute und der Jungfrau Maria geweihte Chantry Chapel of St Mary the Virgin ist eine der schmuckvollsten in ganz England.
- Die St John’s Church wurde im Jahr 1795 im Georgianischen Architekturstil erbaut.
- Die Dreifaltigkeitskirche in der George Street wurde 1838/39 erbaut.
- Die St Andrew’s Church in der Peterson Road wurde 1846 eröffnet.
- Die St Mary’s Church in der Charles Street wurde im Jahre 1864 geweiht.
- Im Jahr 1844 wurde außerdem eine erste methodistische Kirche eröffnet.

### Profanbauten

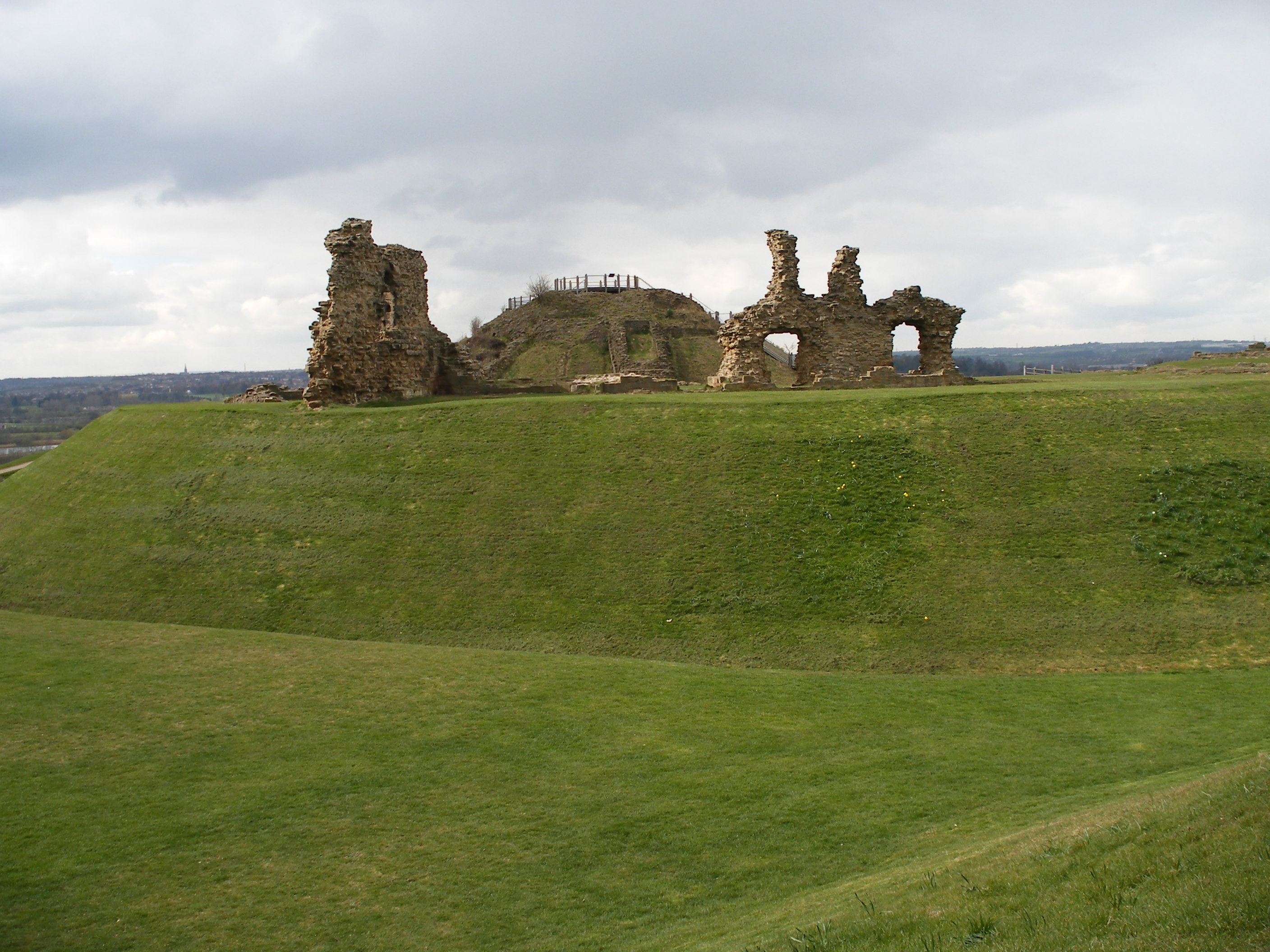
Die Überreste von Sandal Castle

- Das Theatre Royal in der Westgate wurde vom Architekten Frank Matcham entworfen und wurde 1894 eröffnet. Es zeigt Musicals, Dramen, Livemusik, Komödien und Tanzaufführungen. In der Innenstadt befindet sich ein Heimatmuseum. Die Ruinen von Sandal Castle sind öffentlich zugänglich.
- Das bedeutendste Museum im District City of Wakefield war bis zum Jahr 2011 das National Coal Mining Museum for England, das die Geschichte des Kohlebergbaus in Yorkshire dokumentiert und einen Ankerpunkt der Europäischen Route der Industriekultur darstellt.
- Im Mai 2011 wurde das Museum The Hepworth Wakefield eröffnet, das durch den englischen Architekten David Chipperfield geplant wurde. Der Neubau soll nicht nur Werke von Barbara Hepworth zeigen, sondern auch weitere Werke aus dem Besitz des Museums von britischen und ausländischen Künstlern. Ferner besitzt das Museum Flächen für Einzelausstellungen.
- Weitere Sehenswürdigkeiten außerhalb des Stadtgebiets, aber innerhalb des District sind der Yorkshire Sculpture Park sowie das Herrenhaus Nostell Priory, ein ab 1733 erbautes Landhaus im Stil des Palladianismus.

### Parks
Die Geschichte der drei aneinandergrenzenden Parks von Wakefield reicht bis ins Jahr 1893 zurück, als der Clarence Park eröffnet wurde. Der Thornes Park und der Pugneys Countrys Park wurden 1919 bzw. 1924 eröffnet und erstrecken sich im Südwesten der Stadt.
Wakefield ist Teil des sogenannten Rhubarb Triangle ("Rhabarber-Dreieck"), einem bekannten Anbaugebiet von Yorkshire Forced Rhubarb in West Yorkshire. Im Juli 2005 wurde eine Rhabarber-Statue in der Stadt aufgestellt, in der jährlich ein Rhabarber-Festival veranstaltet wird.

### Sport
Die Wakefield Trinity Wildcats sind ein in der Super League spielender Rugby-League-Verein und Gründungsmitglied der professionellen Rugby Football League nach der Abspaltung von der Rugby Football Union im Jahre 1895. Die Heimspielstätte des 1873 gegründeten Vereins ist das Belle Vue. Neben den Wildcats gibt es mit Wakefield City, den Westgate Wolves, den Crigglestone All Blacks, Kettlethorpe und den Eastmoor Dragons mehrere Amateurvereine, die Mitglieder der  British Amateur Rugby League Association (BARLA) sind. Rugby Union wurde von Sandal RFC von 1901 bis 2004 gespielt.
Der FC Wakefield spielt in der achtklassigen Northern Premier League Division One North. Gemessen an der Einwohnerzahl ist Wakefield die größte Stadt des Landes, in der niemals ein professioneller Fußballverein existiert hat.
Außerdem gibt es in Wakefield einen Bowls-, einen Squash-, zwei Golf- und zwei Cricketvereine. Das Thornes Park Athletics Stadium ist die Heimat des Leichtathletik-Vereins Wakefield Harriers, dessen Mitglieder Martyn Bernard und Emily Freeman an den Olympischen Spielen 2008 in Peking teilnahmen. Der Pugneys Country Park beinhaltet einen 40 Hektar großen See, auf dem Kanu- und Segelsport sowie Windsurfing betrieben wird.

## Wirtschaft und Infrastruktur

### Verkehr
Nordwestlich von Wakefield kreuzen sich die Autobahnen M1 und M62 am Kreuz Lofthouse. Die Stadt kann über die Anschlüsse 39, 40 und 41 bzw. 30 und 31 erreicht werden. Die A1(M) verläuft im Osten des Borough in Nord-Süd-Richtung an Wakefield vorbei. Durch Wakefield führen die A-Straßen A61, A638 und A642, außerdem beginnen hier die A636 und A650.

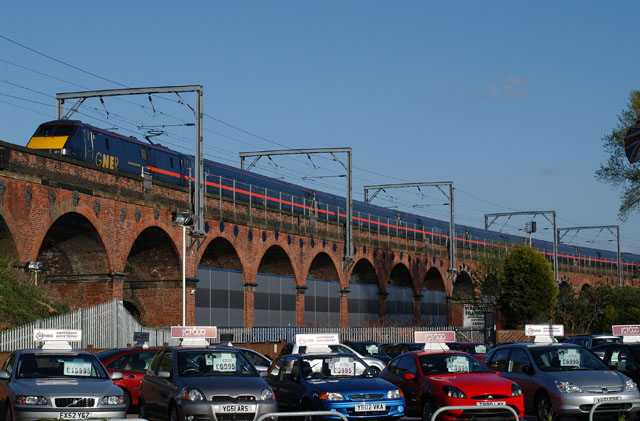
Eisenbahnviadukt

Im Jahr 1840 wurde der Bahnhof Kirkgate an der Bahnstrecke von Manchester nach Leeds eröffnet; 1867 folgte der Bahnhof Westgate. Über letzteren bietet London North Eastern Railway Verbindungen nach Leeds sowie via Doncaster über die East Coast Main Line zum Londoner Bahnhof King’s Cross an. CrossCountry bietet Verbindungen nach Newcastle upon Tyne, Edinburgh, Birmingham und the South West England an. London North Eastern Railway bietet Bahnverbindungen über Sheffield, Nottingham und Leicester zum Londoner Bahnhof St Pancras an. Northern Trains betreibt den Bahnhof Kirkgate und bietet Verbindungen nach Barnsley, Meadowhall, Sheffield, Pontefract, Knottingley, Leeds, Castleford und Nottingham an.
Der nächstgelegene Flughafen ist der 30 km nordwestlich gelegene Flughafen Leeds/Bradford. Eine direkte Bahnanbindung besitzt der Flughafen Manchester (etwa 80 km entfernt).

### Medien
In Wakefield erscheinen zwei Tageszeitungen, der Wakefield Express und der Wakefield Guardian. Die Stadt ist der Sitz des Regionalradios Ridings FM.

### Öffentliche Einrichtungen
Wakefield besitzt ein Hochsicherheitsgefängnis, dessen Gebäudetrakt bereits 1594 errichtet wurde. Die Stadt wird von der West Yorkshire Police überwacht. Rettungsdienst und Feuerwehr werden vom West Yorkshire Fire and Rescue Service bereitgestellt. Die Krankenhäuser Wakefields werden vom Mid Yorkshire Hospitals NHS Trust betrieben.
Wakefields Verteilnetzbetreiber für elektrischen Strom ist CE Electric UK. Yorkshire Water ist für die Versorgung mit Trinkwasser sowie für die Wiederaufbereitung von Abwasser zuständig.

## Persönlichkeiten
Söhne und Töchter der Stadt:
- Joseph Moxon (1627–1691), Buchdrucker, Hersteller von Globen und Autor wissenschaftlicher Bücher
- John Potter (1674–1747), anglikanischer Erzbischof von Canterbury
- Frederick Collier Bakewell (1800–1869), Physiker
- George Robert Gissing (1857–1903), Schriftsteller
- Christopher Rawdon Briggs (1869–1948), Geiger und Musikpädagoge
- John Travers Wood (1878–1954), Politiker
- Archibald George Blomefield Russell (1879–1955), Kunsthistoriker, Genealoge und Heraldiker
- Barbara Hepworth (1903–1975), Bildhauerin
- Frank Marshall, Baron Marshall of Leeds (1915–1990), Politiker und Rechtsanwalt
- John W. Mitchell (1917–2005), Tontechniker
- Kenneth Leighton (1929–1988), Komponist
- David Storey (1933–2017), Dramatiker, Romancier und Drehbuchautor
- Anne Treisman (1935–2018), Kognitionspsychologin
- Bernard Burns (* 1940), Radrennfahrer
- Margaret Harrison (* 1940), Künstlerin
- Barry Hoban (1940–2025), Radrennfahrer
- Sandy Bruce-Lockhart (1942–2008), Politiker
- Brian Bagnall (1943–2020), Maler
- Ron Barber (* 1945), US-amerikanischer Politiker
- Steve Hollings (* 1946), Hindernisläufer
- Paul Sykes (1946–2007), Boxer
- Bill Nelson (* 1948), Gitarrist, Songwriter, Musikproduzent und Maler
- Carolyn Pickles (* 1952), Schauspielerin
- John Scott (1956–2015), Organist
- John Healey (* 1960), Politiker
- Suzanne Horner (* 1963), Squashspielerin
- Martin Creed (* 1968), Künstler
- Colin Sturgess (* 1968), Radsportler
- Andi Watson (* 1969), Comiczeichner und Illustrator
- Helen Baxendale (* 1970), Schauspielerin
- Lee Crooks (* 1978), Fußballspieler
- Alan Smith (* 1980), Fußballspieler
- Martyn Bernard (* 1984), Leichtathlet
- Bobby Madley (* 1985), Fußballschiedsrichter
- Oliver Wood (* 1995), Radsportler
- Alicia Blagg (* 1996), Wasserspringerin